# Halbrohrschlange

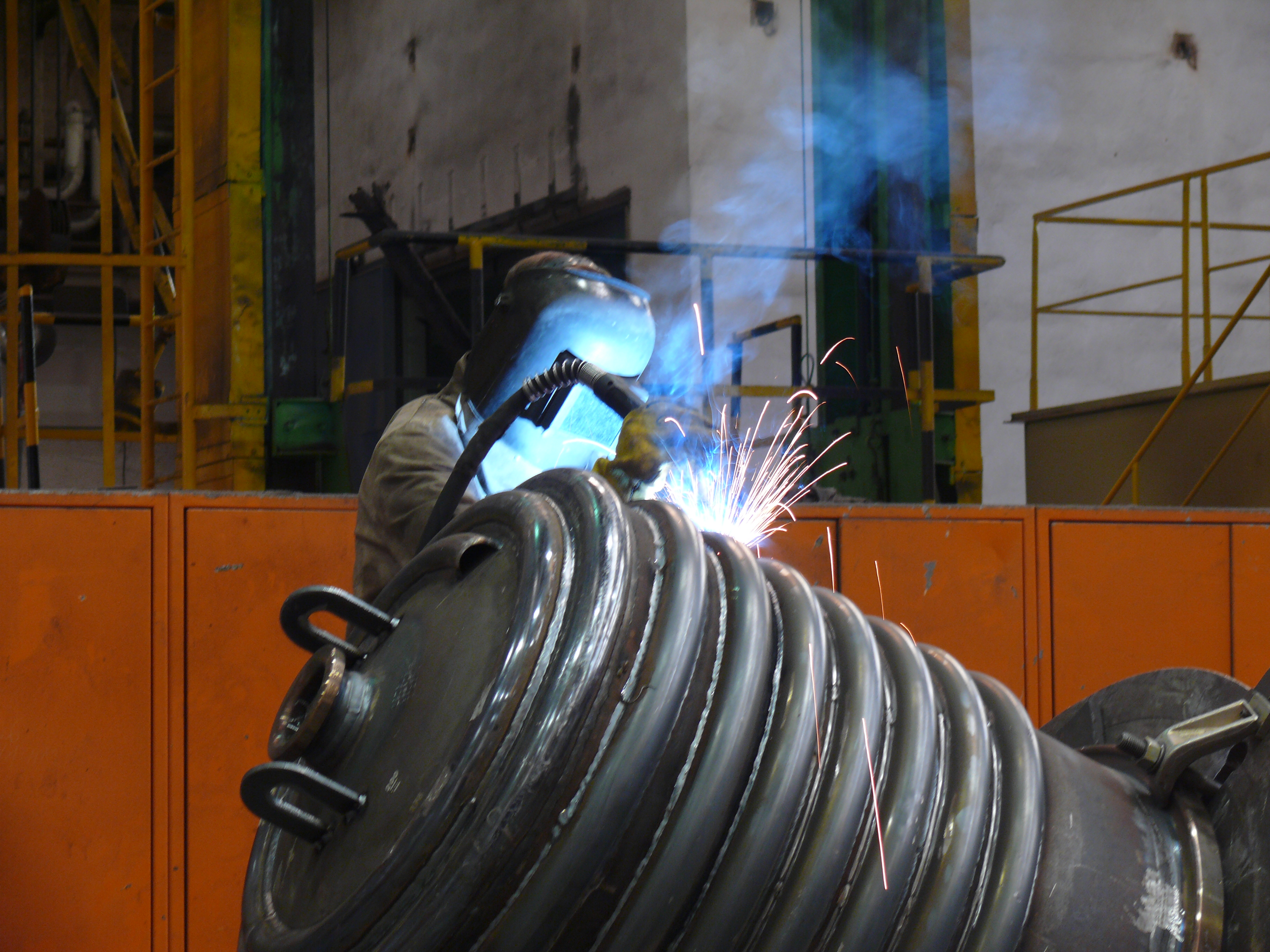
Behälter mit Halbrohrschlange in der Produktion

Eine Halbrohrschlange ist ein halbschalen-förmiges Rohrsegment, das um einen zumeist zylindrischen Behälter gelegt und mit der Behälterwand verschweißt wird. Die Halbrohrschlange wird von einem flüssigen oder dampfförmigen Medium durchströmt und dient so zum Beheizen oder Kühlen des Behälterinhaltes.
Zum Anschluss von Vollrohren an die Halbrohrprofile werden spezielle Formteile, sog. Stromtrichter verwendet.

## Alternativen
Alternativen zur Halbrohrschlange sind die Vollrohrschlange sowie der Doppelmantel. Der Doppelmantel kann auch als "Warzenmantel" ausgeführt sein.